# Marek Špilár
Marek Špilár (Sztropkó, 1975. február 11. – 2013. szeptember 7.) szlovák válogatott labdarúgó.

## Nemzeti válogatott
A szlovák válogatottban 30 mérkőzést játszott.

## Statisztika
| Szlovák válogatott | Szlovák válogatott | Szlovák válogatott |
| Időszak            | Mérk.              | gól                |
| ------------------ | ------------------ | ------------------ |
| 1997               | 11                 | 0                  |
| 1998               | 12                 | 0                  |
| 1999               | 1                  | 0                  |
| 2000               | 0                  | 0                  |
| 2001               | 0                  | 0                  |
| 2002               | 6                  | 0                  |
| Összesen           | 30                 | 0                  |